# Ro-112
Ro-112 — підводний човен Імперського флоту Японії, який брав участь у Другій світовій війні.
Ro-112 заклали на верфі компанії Kawasaki в Танагаві (околиця Осаки), а після спуску провели добудову на верфі Kawasaki в Кобе. У грудні 1943-го по завершенні тренувань корабель включили до 30-ї дивізії підводних човнів, яка вела бойові дії в Південно-Східній Азії.
26 грудня 1943-го Ro-112 вирушив з Куре до Сурабаї (схід острова Ява), а 19 січня 1944-го вийшов на перше бойове патрулювання в австралійських водах. Тут йому не вдалося досягнути жодних успіхів і в середині лютого човен повернувся в Сурабаю. У березні 1944-го човен здійснив ще один безрезультатний вихід з Сурабаї.
Ще під час другого походу Ro-112 перевели до 51-ї дивізії підводних човнів, яка вела бойові дії в Океанії. 11—20 квітня 1944-го, після завершення короткочасного ремонту в Сурабаї, корабель пройшов на острів Сайпан (Маріанські острови). З 24 квітня по 6 травня Ro-112 виходив звідси для бойового патрулювання між Новою Гвінеєю та атолом Вулеаї (західні Каролінські острови).
15 травня 1944-го Ro-112 вирушив у похід у межах створення завіси підводних човнів між атолом Трук і островами Адміралтейства на можливому шляху ворожого руху до Палау (раніше важливий транспортний хаб на заході Каролінських островів, який тепер входив до головного захисного поясу імперії). Наступної доби американська розвідка перехопила й розшифрувала повідомлення про створення зазначеної завіси, після чого для полювання на японські підводні човни з Гуадалканалу вийшли три ескортні есмінці. Їм вдалось потопити більшість субмарин зі складу завіси, проте Ro-112 вцілів і 8 червня прибув на Трук у центральній частині Каролінських островів (тут ще до війни створили головну базу японського ВМФ у Океанії, проте в лютому 1944-го її розгромлено внаслідок потужного рейду авіаносного з'єднання і тепер вона перебувала у блокаді та використовувалась передусім підводними човнами).
З 14 по 27 червня 1944-го Ro-112 безрезультатно виходив для бойового патрулювання в напрямку Філіппінського моря (саме в цей час союзники розпочали атаку на Маріанські острови, які розглядались японським командуванням як складова частина головного захисного периметра імперії), а 7—17 липня пройшов з Труку до метрополії.
У серпні 1944-го 51-шу дивізію розформували, а Ro-112 на певний час залучили як навчальний корабель у ескадрі підводних човнів Куре.
23 жовтня 1944-го, після початку десантної операції союзників на Філіппінах, Ro-112 вийшов на бойове патрулювання в районі на схід від зазначеного архіпелагу. Тут він не досягнув жодних успіхів та 21 листопада прибув до Мако (база японського ВМФ на Пескадорських островах у південній частині Тайванської протоки). 30 листопада Ro-112 знову вийшов у похід до східного узбережжя філіппінського острова Лусон, але й цього разу не зміг досягнути чогось та 28 грудня прибув до Куре.
22 січня 1945-го човен вчергове вирушив з Куре до Філіппін, тепер у район на захід від Лусона (за два тижні до того американці вже висадились на західному узбережжі в затоці Лінгайєн). 4 лютого Ro-112 та ще три інші японські субмарини дістали наказ евакуювати групу пілотів з північного завершення острова Лусон. Спершу 7 лютого Ro-112 зайшов у Такао (наразі Гаосюн на Тайвані), щоб вивантажити запасні торпеди та снаряди для палубної гармати, а 9 лютого рушив до Лусону. Надвечір 11 лютого в Лусонській протоці поблизу острова Камігуїн американський підводний човен «Батфіш» виявив радаром ціль, а за три чверті години встановив візуальний контакт із підводним човном, що перебував на поверхні дещо більш ніж за один кілометр. Ще за кілька хвилин виявлений човен занурився. Втім, невдовзі акустик «Батфіш» повідомив про звук продування баластних цистерн, а потім радар знову захопив ціль на відстані у вісім кілометрів. Після годинного переслідування «Батфіш», який на той час занурився на глибину, що давала можливість користуватись радаром, дав залп чотирма торпедами з дистанції лише 0,8 км. Одна з торпед влучила в ціль і потопила Ro-112, який загинув разом з усім екіпажем із 61 особи. Можливо також відзначити, що незабаром, дещо більш ніж за добу, все той же «Батфіш» потопить підводний човен Ro-113.